# 卡蘭博河
卡蘭博河（Kalambo River）是非洲東部的小型河流，是贊比亞和坦桑尼亞接壤邊界的一部分，從海拔1,800米的發源地流經東非大裂谷進入海拔770米的坦噶尼喀湖東南部，全程只有約50公里。